# Ernst Müller (SS-Mitglied)
Ernst Konrad Müller (auch Müller-Altenau genannt) (* 17. September 1893 in Fulnek, Nord-Mähren; † 18. Juli 1976 in Kreiensen) war ein deutscher SS-Führer.

## Leben und Wirken

### Frühes Leben
Müller wurde 1893 im damaligen Österreich-Ungarn geboren. In seiner Jugend besuchte er die Volks- und Mittelschule in seiner Heimatstadt Fulnek sowie die Lehrerbildungsanstalt in Teschen, an der er 1912 das Abitur ablegte. Anschließend studierte er an der Hochschule für Bodenkultur in Wien mit der Absicht, Landwirtschaftslehrer zu werden. Zwischenzeitlich war er außerdem als Hilfslehrer tätig.
Anlässlich des Ausbruchs des Ersten Weltkriegs im Sommer 1914 trat Müller in die k. und k. Armee ein. Im März 1915 wurde er wegen Tapferkeit zum Feldwebel und Offiziersanwärter befördert. Im selben Jahr erlitt er bei einer Verschüttung eine Gehirnblutung, die zu einem dreimonatigen Lazarettaufenthalt führte. Im Juni 1916 geriet Müller in russische Kriegsgefangenschaft, aus der er aber bereits nach wenigen Monaten fliehen konnte: Nach der Flucht aus dem Gefangenenlager erreichte er mit Hilfe aufständischer Aserbaidschaner Persien und kehrte von dort auf abenteuerlichen Wegen durch die feindlichen Linien in Mesopotamien über die Türkei nach Österreich zurück. Nach seiner Reaktivierung als Soldat erlebte er den Zusammenbruch des Habsburgerreiches als Oberleutnant und Führer einer MG-Kompanie. Bis zum Kriegsende im Herbst 1918 wurde er mit mehreren österreichischen und türkischen Kriegsauszeichnungen ausgezeichnet.
In den ersten Nachkriegsmonaten nahm Müller an den Grenzkämpfen gegen die Tschechen teil und wurde schließlich als Verbindungsoffizier des neuen österreichischen Bundesheeres zu österreichischen Grenzschutzformationen eingesetzt, die in Schlesien auf reichsdeutschen Boden übergetreten waren.
1919 erwarb Müller das 86 Hektar große Gut Altenau im Kreis Militisch in Schlesien, das er fortan bewirtschaftete. Nebenbei befasste er sich mit Volkstumsfragen: So war er als Rahmen-Offizier der Reichswehr tätig und baute im Auftrage der 2. Kavallerie-Division im Grenzgebiet ein Vertrauensmännersystem zur Sammlung von Nachrichten über den Volkstumskampf auf. Auf Wunsch der Reichswehr, die keine parteipolitische Bindung leitender Männer ihres Nachrichtendienstes wünschte, trat Müller schon 1924 aus der Deutschnationalen Volkspartei, der er sich angeschlossen hatte, aus. Bereits 1920 hatte er außerdem mit anderen Persönlichkeiten zusammen den Sudetendeutschen Klub in Breslau gründet, der sich mit Grenzlandfragen befasste und den Zusammenhalt der Schlesier beiderseits der Reichsgrenzen fördern wollte.

### Karriere im NS-Staat
Im Jahre 1933 wurde der Sudetendeutsche Klub zwangsweise in den Bund Deutscher Osten überführt, in dem Müller zum Stabsführer für Schlesien gewählt wurde. In dieser Stellung bekam er Schwierigkeiten mit der NSDAP. Um seine ihm liebwordene Tätigkeit im Bund deutscher Osten beibehalten zu können, suchte er deshalb Anschluss an eine Parteigliederung. Durch den sächsischen SA-Führer und Ministerpräsidenten Manfred von Killinger kam er mit Heinrich Himmler in Verbindung. Dieser bot Müller wegen seiner nachrichtendienstlichen Kenntnisse die Mitarbeit in dem damals im Ausbau begriffenen Sicherheitsdienst des Reichsführers SS (SD) an. Nachdem ihm auch der Abwehrdienst der Reichswehr den Eintritt in den SD nahegelegt hatte, trat er im Frühjahr 1934 der SS (SS-Nummer 107.096) als Anwärter bei und wurde alsbald mit der Führung des SD-Abschnitts VI in Breslau beauftragt.
Während der Röhm-Affäre vom 30. Juni bis 2. Juli 1934 leitete Müller als regionaler SD-Chef zusammen mit dem SS-Befehlshaber von Schlesien, Udo von Woyrsch, die Aktionen der SS und der Landespolizei in Schlesien: Zu diesem Zweck setzte er sich am Morgen des 30. Juni 1934 im Breslauer Polizeipräsidium fest, wo er mit Hilfe der SS die Befehlsgewalt übernahm und eine Befehlszentrale zur Dirigierung der in Schlesien durchgeführten Massenverhaftungsaktionen einrichtete. Im Laufe des 30. Juni wurde Müller dann auch vom preußischen Ministerpräsidenten Hermann Göring anstelle des der Beteiligung am angeblichen Putsch des SA-Chefs Röhm bezichtigten Breslauer Polizeipräsidenten Edmund Heines zum kommissarischen Polizeipräsidenten von Breslau ernannt. Im Verlauf der von Müller beaufsichtigten SS-Maßnahmen in Schlesien wurden bis zum 2. Juli 21 Personen erschossen und mehrere hundert verhaftet. Müller wurde nach Abschluss der Aktion am 2. Juli außer der Reihe und unter Überspringung von vier Rängen vom einfachen SS-Mann zum SS-Untersturmführer befördert.
Im August 1934 wurde Müller hauptamtlicher Führer des SD-Oberabschnitts Süd-Ost in Breslau. Von dieser Stellung wurde er am 1. Juli 1937 aufgrund dienstlicher Differenzen abgelöst und dem SD-Hauptamt als Führer z. b. V. zugeteilt. Zum 1. Mai 1937 trat Müller der NSDAP bei (Mitgliedsnummer 4.863.397).
Im Zweiten Weltkrieg war Müller kurzzeitig als Major der Luftwaffe eingesetzt. Um die Jahreswende 1940/1941 wurde er zum Stabsführer bei dem Beauftragten für die Festigung des deutschen Volkstums, dem hauptsächlich die Umsiedlung deutscher Volksgruppen aus den Oststaaten übertragen war, bestellt und war für den Sudetengau zuständig. In diesem Amt blieb er bis Dezember 1944, um dann von der Wehrmacht für Abwehraufgaben herangezogen zu werden. Im Januar 1945 wurde Müller noch zum SS-Oberführer befördert.

### Nachkriegszeit
Zum Ende des Zweiten Weltkriegs geriet Müller in amerikanische Gefangenschaft. Allerdings gelang es ihm, bereits nach zehn Tagen seine Entlassung mit Hilfe falscher Papiere, die ihm noch von seiner Abwehrtätigkeit her zur Verfügung standen, zu erreichen. Er begab sich zunächst nach München und dann in die britische Besatzungszone.
1946 gründete Müller in Kreiensen ein Geschäft für Feuerwehrbedarf. Nach Verabschiedung des Straffreiheitsgesetzes 1954 nahm Müller im Dezember 1954 wieder seinen richtigen Namen an.
Von 1956 bis 1957 wurde Müller zusammen mit Udo von Woyrsch vor dem Landgericht Osnabrück wegen einiger der im Rahmen der Röhm-Affäre begangenen Morde angeklagt. Während Woyrsch am 2. August 1957 wegen Beihilfe zum Totschlag in sechs Fällen zu zehn Jahren Haft verurteilt wurde, wurde Müller freigesprochen.